# Kacin
Kacin – wzgórze o wysokości 383 m n.p.m. na Wyżynie Częstochowskiej we wsi Tomiszowice w gminie Niegowa.